# Tatort: Mauer des Schweigens
Mauer des Schweigens ist ein Fernsehfilm aus der Krimireihe Tatort der vom Hessischen Rundfunk (HR) produziert und am 24. September 2000 im Programm Das Erste zum ersten Mal gesendet wurde. Es handelt sich um die 455. Tatort-Folge und den 26. Fall des Kriminalhauptkommissars Edgar Brinkmann, verkörpert durch Karl-Heinz von Hassel.

## Handlung
Henning Wentz wird abends von einem Freund in seiner Villa erwartet. Beim Verlassen des Bankgebäudes wird er von Frank Mosbach angesprochen, den er schroff abweist. Der Freund vernimmt Geräusche in der Villa und freut sich mit einem geöffneten Champagner auf das Treffen. Dann findet er Wentz mit einer Kopfwunde tot auf dem Boden liegen. Völlig aufgewühlt verlässt er die Villa und fährt mit seinem Fahrrad davon.
Am nächsten Morgen findet die Haushälterin Wentzens Leiche. Die Spurensicherung entdeckt in seinem Mantel einen zerknüllten Zettel mit der Notiz: „SCHÜTZE WIRD RISIKO ÜBERSEHEN!!! GRUND PROBE NOVEMBER BÖHME 354“. Ehefrau Claudia lebte seit einiger Zeit von ihrem Mann getrennt und versucht, den Fragen auszuweichen. Sie schickt die Kommissare in das Varieté „Ballroom“. Dessen Besitzer, Frank Mosbach, treffen sie in seinem Haus mit Freund Linn Tenhoven. Mosbach fällt die Kinnlade herunter, als er vom Mord an Henning Wentz erfährt.
Geschäftlich hatte Wentz mit seiner Bank den Börsengang der „Westpharm“ vorbereitet. Deren Chef, Matthias Gutzkow, macht den Kommissaren schwere Vorwürfe wegen mangelnden Feingefühls Claudia Wentz gegenüber. In der Presse wird sie schon als Tatverdächtige gehandelt und man behauptet, sie habe für die Tatzeit kein Alibi. Dies wussten zu dem Zeitpunkt nur Gutzkow und Claudias Eltern. Mosbach gibt zu, Wentz am Tatabend vor der Bank angesprochen und später eine Person in seinem Schlafzimmer bemerkt zu haben.
Der namenlose Freund aus der Villa möchte Claudia Wentz helfen und sie auf dem Feldberg im Turm treffen. Beim Eintreffen findet sie ihn dort mit einem Kopfschuss getötet. Plötzlich steht Gutzkow da, der ursprünglich gemeinsam mit Claudia dorthin gehen wollte.
Herr Böhme von der Unternehmensberatung Schütze-Wirdt klärt die Ermittler auf, dass die Notiz Hinweise auf Altlasten der „Westpharm“ gibt, deren Entsorgung große Kosten verursachen und den Börsengang unmöglich machen wird. Gutzkow musste das „Risiko Wentz“ ausschalten.

## Rezeption

### Einschaltquoten
Die Erstausstrahlung von Mauer des Schweigens am 24. September 2000 erreichte für Das Erste einen Marktanteil von 17,03 Prozent und wurde in Deutschland von 6,02 Millionen Zuschauern gesehen. Die Folge wurde in Frankfurt und Umgebung gedreht.

### Kritik
TV Spielfilm bewertete den Film mittelmäßig und urteilte: „Brinkmann ermittelt gewohnt bedächtig“. Und „nur bei eingefleischten Brinkmann-Fans schlägt der Puls hier etwas höher.“